# Kyung-hwa Choi-ahoi

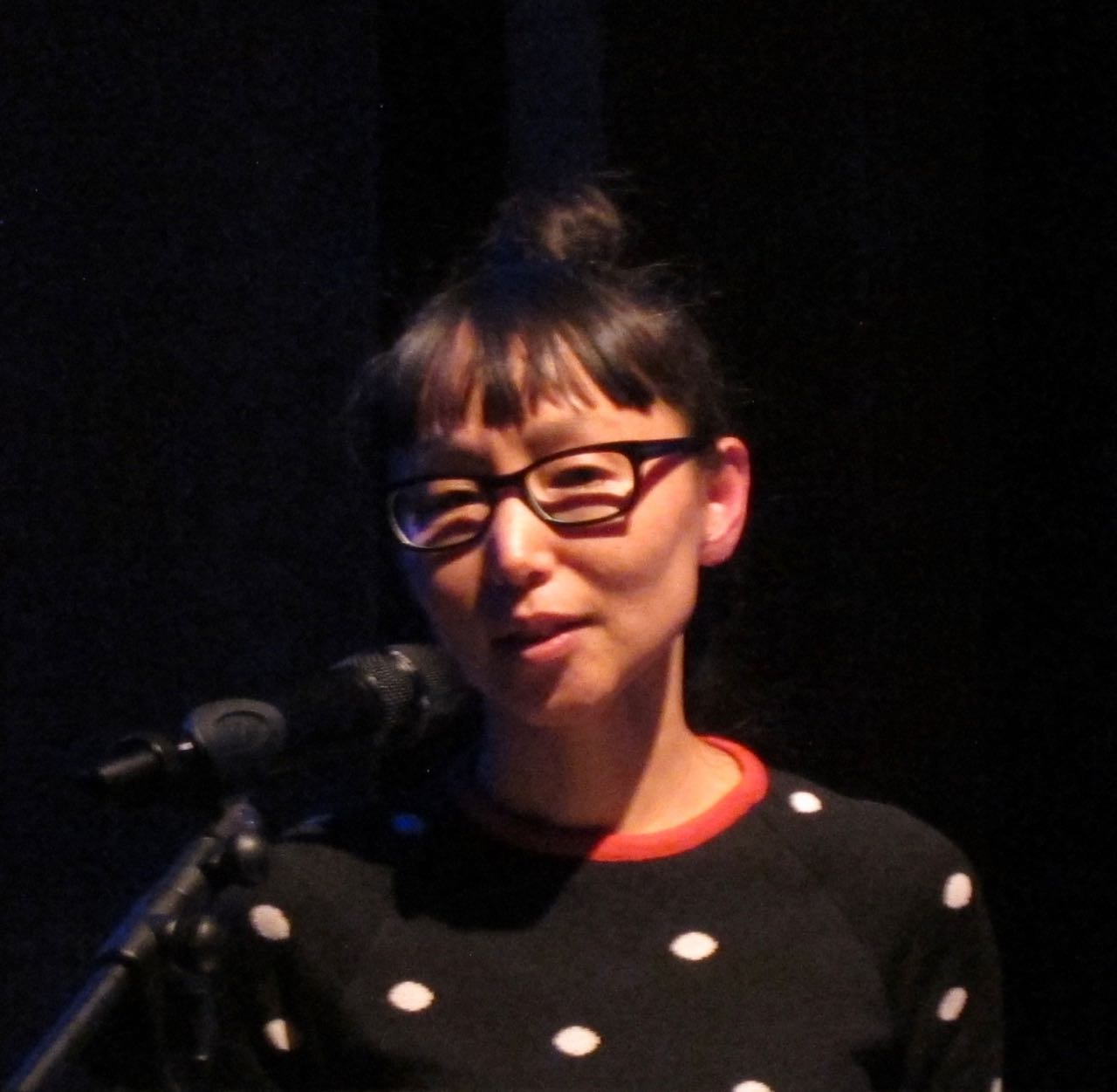
Kyung-hwa Choi-ahoi (2015)

Kyung-hwa Choi-ahoi (koreanisch 경화 초이-아호이, bürgerlicher Name Kyung-hwa Choi, koreanisch 최경화; geboren 1967 in Seoul) ist eine in Deutschland lebende südkoreanische Zeichnerin, Autorin und Hochschullehrerin. Sie war von 2015 bis 2019 Professorin für das Fach Zeichnen an der Hochschule für Künste Bremen und ist seit 2019 Professorin für Zeichnen an der Kunsthochschule Berlin-Weißensee.

## Leben

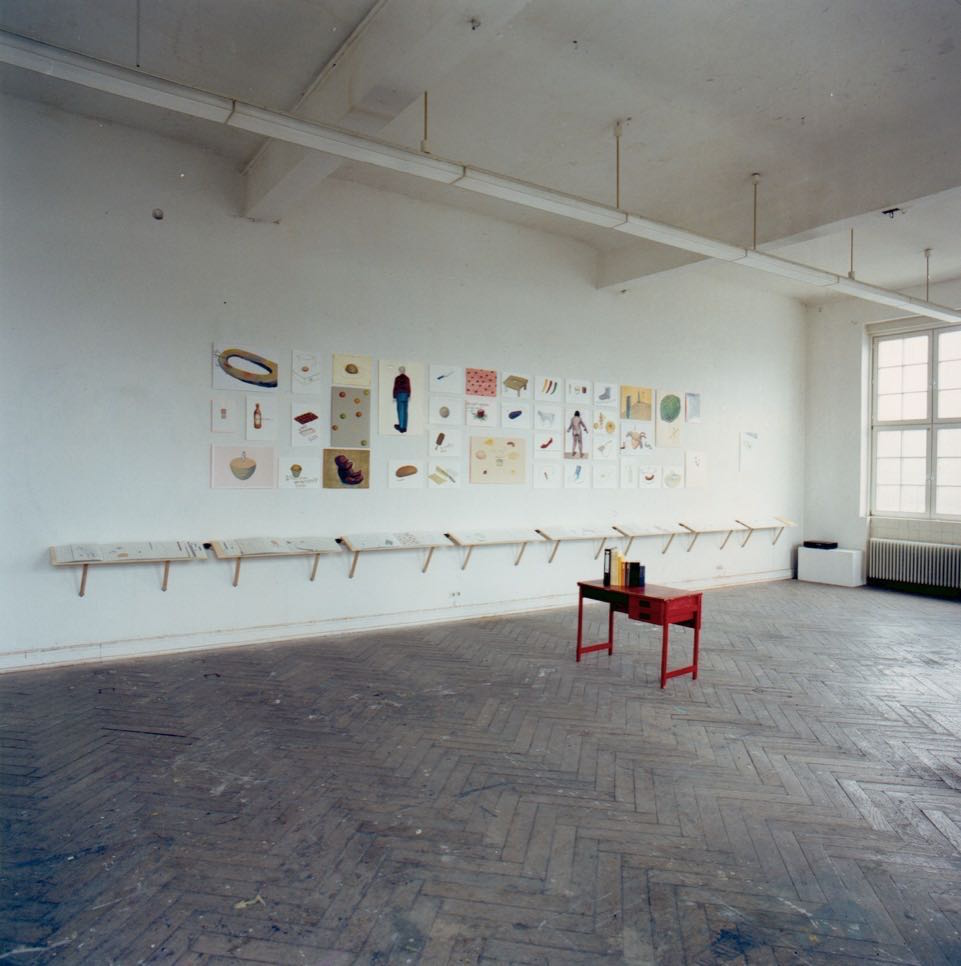
Diplomausstellung (2001)

Choi-ahoi kam im Jahr 1991 zum Studieren nach Deutschland, zunächst nach Trier und Mainz, wo sie die Fächer Kunstgeschichte, Philosophie und Latein belegte. 1994 wechselte sie an die Hochschule für bildende Künste Hamburg und studierte bei KP Brehmer, Werner Büttner und Fritz W. Kramer. Ihr Nachname ist ein Pseudonym, ein Wortspiel mit der Hafenstadt Hamburg, die zu ihrer ersten Heimat in Deutschland wurde. 1998 absolvierte sie am Thalia Theater in Hamburg eine Bühnenbild-Hospitanz bei der Produktion Blau in Blau unter der Regie von Stefan Moskov. Von 1999 bis 2000 nahm sie ein Auslandssemester als Erasmusstipendiatin an der Akademie der bildenden Künste Wien bei Franz Graf wahr.

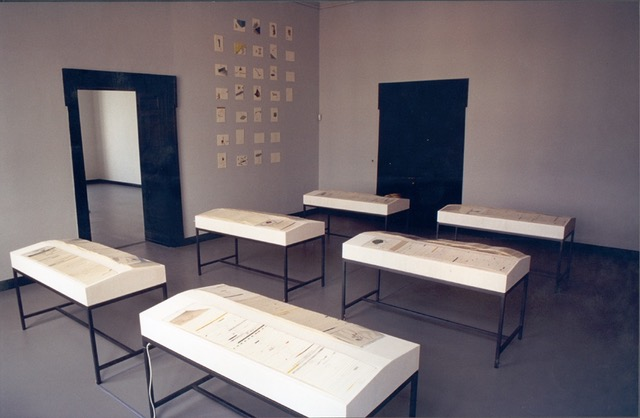
Ausstellungsansicht Fern und Nah (2001)

Für ihre Diplomarbeit wurde Choi-ahoi 2001 in Hamburg mit dem Karl H. Ditze Preis ausgezeichnet. Von 2001 bis 2003 schloss sie nach dem Diplom ein Aufbaustudium bei Werner Büttner an. Seit 2011 ist Choi-ahoi neben ihrer eigenen künstlerischen Tätigkeit als Hochschuldozentin tätig, zunächst als Lehrbeauftragte Zeichnen an der Hochschule für Angewandte Wissenschaften Hamburg, Fakultät Design, Medien und Information. Im Jahr 2015 akzeptierte sie einen Ruf als Professorin für das Fach Zeichnen an die Hochschule für Künste Bremen im Masterstudio der School of Visual Combinations, die die Felder Typografie, Zeichnen, Editorial Design und Publizieren künstlerisch miteinander verbindet.
Sie ist verheiratet mit einem Studienkollegen, dem griechisch-deutschen Maler Nikos Valsamakis.

## Werk

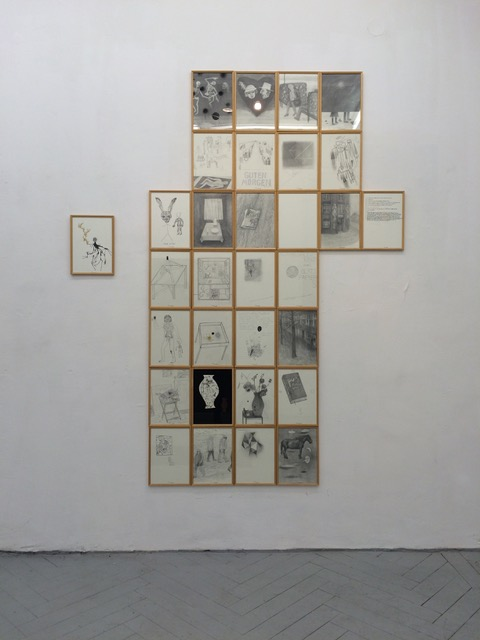
Kalenderhängung Monat Februar 2016 Nachbilder der Erinnerung

Kyung-hwa Choi-ahois Arbeiten verbinden die Elemente Zeichnung und Aufzeichnung zu einer eigenen Kunstform. „Schon als Kind verknüpfte sie Zeichnungen mit poetischen Tagebuchnotizen – eine Praxis, die sie bis heute beibehalten hat“, schrieb die Kunsthistorikerin Belinda Grace Gardner. „Die Tagebuchzeichnungen, die zu ihrem Markenzeichen geworden sind, entstehen seit dem ersten Semester, als sie begann, jeden Tag fünf bis zehn Blätter im Din-A4-Format zu zeichnen.“

### Zeichenprojekte
1999 entstand die Idee, im Rahmen eines Langzeitprojekts täglich ein oder zwei Tagebuchzeichnungen zu fertigen. Sie verarbeitet in diesen Tagebuchblättern poetische und alltägliche Gegenstände, Ereignisse, Menschen und Dinge aus ihrem persönlichen Umfeld. Bis heute hat sie Tausende von Tagebuchzeichnungen erstellt, im Jahr 2021 waren es bereits über 8000. Jede Zeichnung ist auf der Vorderseite mit der Schreibmaschine jeweils mit einem Datum versehen. Über 200 Tagebuchzeichnungen sind heute Teil der Sammlung der Hamburger Kunsthalle, in der Kyung-hwa Choi-ahoi im Jahr 2001 ihre erste Einzelausstellung unter dem Titel Fern und Nah hatte.
Seit 2000 arbeitet sie darüber hinaus kontinuierlich an dem Zeichenprojekt Enzyklopädie Personae, einer gezeichneten Gesellschaftsgeschichte ihrer Zeit. Es beinhaltet Schnellskizzen von Menschen aus ihrem Umfeld, welche sie einen Tag lang – vom Aufstehen bis zum Schlafengehen – dokumentarisch zeichnend begleitet. In DIN A5-Heften hält sie fest, wie diese Personen ihren Tag verbringen, und notiert Antworten auf persönliche Fragen. Bis zum Jahr 2021 sind bereits über siebzig solcher Hefte entstanden. 
Nach einem Aufenthaltsstipendium auf Schloss Ritzebüttel in Cuxhaven im Jahr 2013 ließ sie zunehmend Elemente aus der Natur und der Pflanzenwelt in ihre Zeichnungen einfließen, oft ins Verhältnis gesetzt zu Teilen menschlicher Anatomie. Mit anatomischen Studien hatte sie sich in den Jahren 2012 bis 2014 intensiv auseinandergesetzt. Die Beschäftigung mit der Pflanzenwelt findet seitdem Eingang in das Zeichenprojekt Garten.

### Buchveröffentlichungen
Im Jahr 1999 erschien Choi-ahois erste künstlerische Buchpublikation Buchstäbliche Zeichnung – Zeichnerische Buchstaben im hauseigenen Materialverlag der Hochschule für bildende Künste Hamburg. Seitdem veröffentlichte sie weitere Künstlerbücher, etwa das 2014 erschienene Lieber Geld, das die Journalistin Anna Brenken als „ebenso kurioses wie poetisches Mosaik“ bezeichnete. Choi-ahoi beweise darin ihre „unschätzbare Begabung, im Alltag das große Welttheater in kleiner Form zu entdecken“. Im Nachwort zum 2020 im Textem Verlag veröffentlichten Von Hamburg nach Wien und zurück: Tag.Buch.Zeichnung 1999 und 2000 schreibt Herausgeber Michael Glasmeier:

„Dem Hamburg-Wien-Tagebuch inhärent sind die unablässigen Bewegungen des Suchens, Probierens, der Orientierung einer Studentin. ... Das trifft sich mit Choi-ahois außergewöhnlicher und unbedingter Neugier (curiositas) als Wille zum Wissen, als ‚Lust der Augen‘ (Augustinus), die mit dem Staunen beginnt, um dann mittels künstlerischer, schreibender Handlungen transformiert und angeeignet zu werden.“

Tagebuchzeichnungen
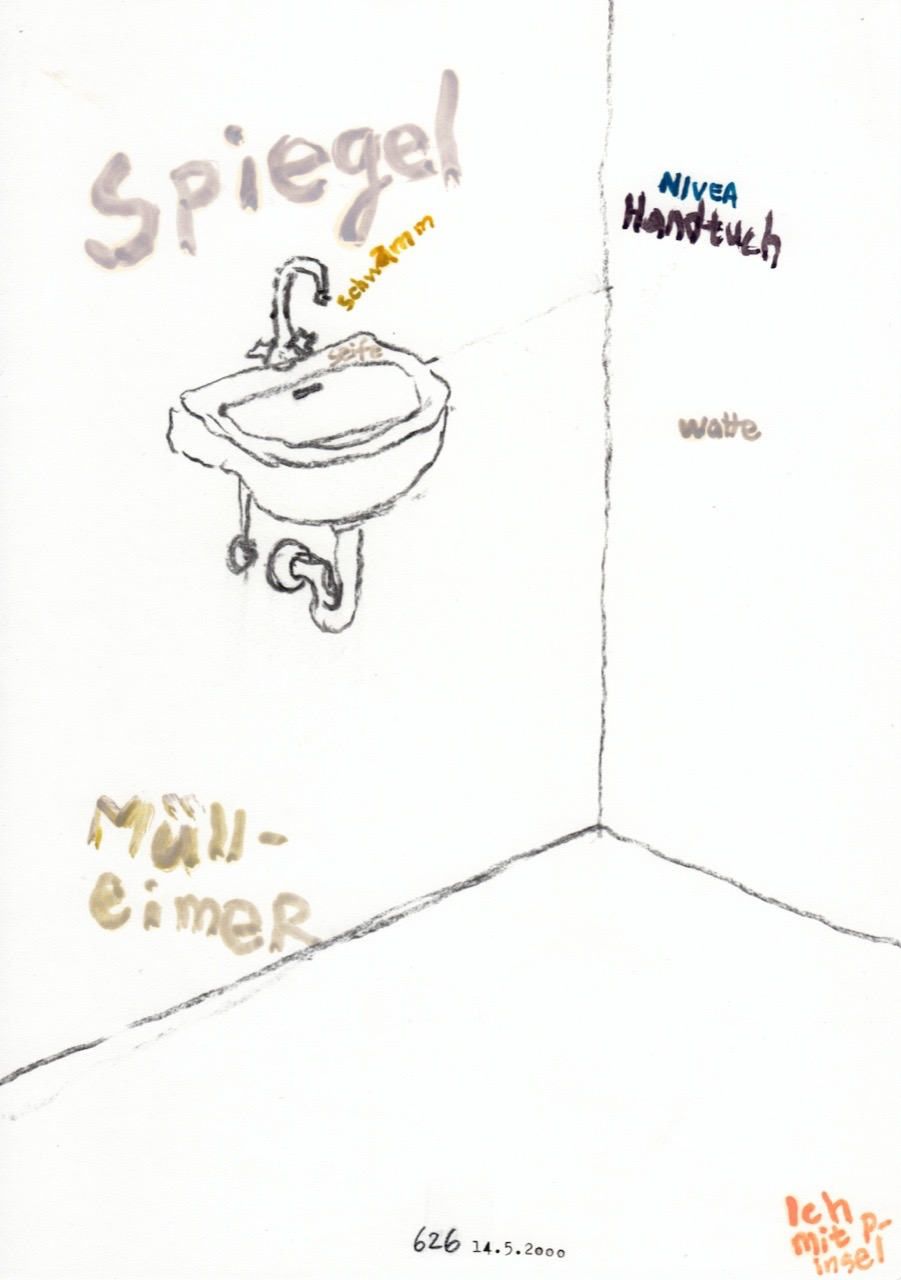
Nr. 626 14.5.2000
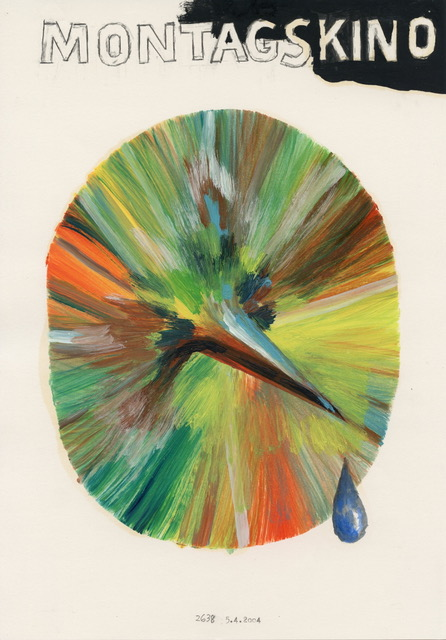
Nr. 2638 5.4.2004
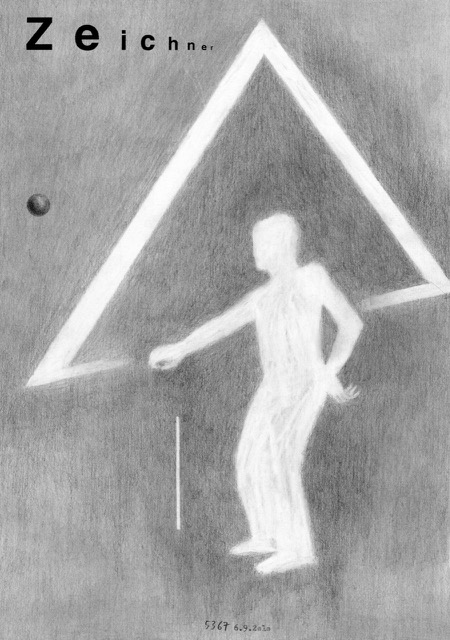
Nr. 5367 6.9.2010
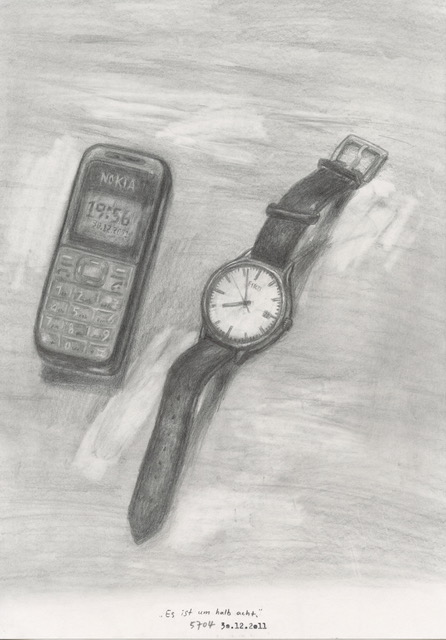
Nr. 5704 30.12.2011
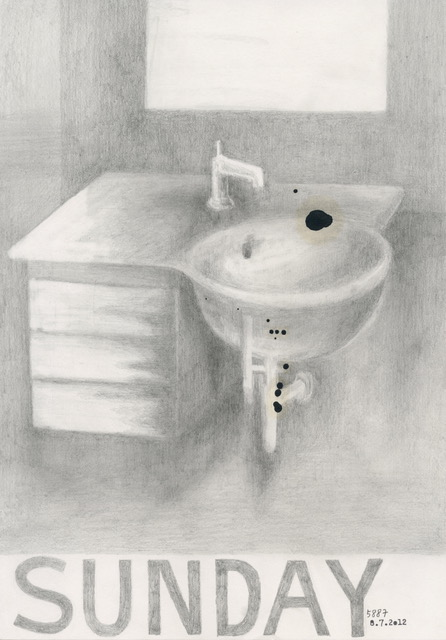
Nr. 5887 8.7.2012
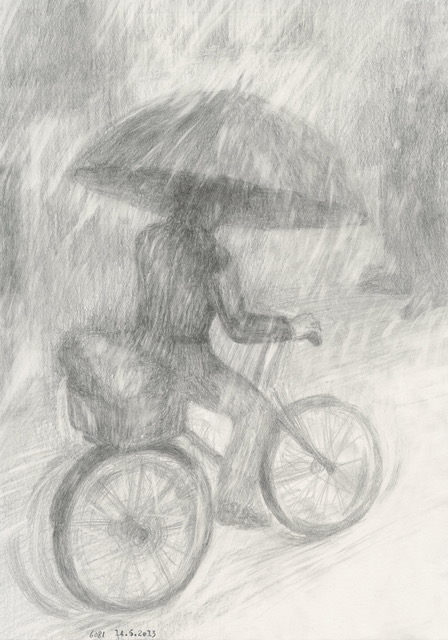
Nr. 6081 14.6.2013

## Auszeichnungen
- 2001: Karl H. Ditze Preis
- 2014: Sella Hasse Kunstpreis, Hamburg[11]

## Stipendien und Residenzen
- 2002: Stipendium der Künstlerhäuser Worpswede
- 2004: Hamburger Arbeitsstipendium
- 2004: Stipendien Künstlerhaus Lauenburg
- 2005: Hans-Günther-Baass-Stipendium, Hamburg
- 2005: Stipendium des Künstlerdorfes Schöppingen
- 2007: Stipendium Künstlerhaus Kloster Cismar
- 2011: Kunstresidenz in Bad Gastein
- 2013: Stipendium im Künstlerhaus Schloss Ritzebüttel, Cuxhaven

## Ausstellungen (Auswahl)

### Einzelausstellungen
- 2001: Fern und Nah, Hamburger Kunsthalle
- 2003: himmelblau, Kunstverein Rügen
- 2003: Pigment ohne Zucker, Galerie Art und Henle, Berlin
- 2004: 20.12.2004, Galerie ProjecteSD, Barcelona
- 2004: tag.buch.zeichnung, Galerie Gruppe Grün, Bremen
- 2004: redwine from chile, Künstlerhaus Lauenburg
- 2006: 18.3.2005, Künstlerhaus Hamburg
- 2010: In Wort und Zeichnung, Galerie Kramer Fine Art, Hamburg
- 2013: Heitere Tage, Kunstverein Schallstadt
- 2014: Mutterkorn, Galerie Hengevoss-Dürkop Hamburg
- 2015: Augen äpfeln, Nasen blühn, Heine-Haus Hamburg
- 2020: Ovar, Galerie Hengevoss-Dürkop Hamburg

### Gruppenausstellungen
- 1998: Knapp getroffen ist auch daneben, Kunstverein Kehdingen
- 1999: Die Bücher der Künstler, Bibliothek der Kunstakademie Wien
- 1999: Similar Grounds, Kampnagel KX, Hamburg
- 1999: Kunst in der Börse, Handelskammer Hamburg
- 2000: Nägel mit Zöpfen, Palais für aktuelle Kunst Glückstadt
- 2004: Kunst in Hamburg. Heute, Hamburger Kunsthalle
- 2004: Stipendiaten 2004, Westwerk, Hamburg
- 2006: Kunst in Hamburg. Heute ll, Hamburger Kunsthalle
- 2006: Lulea Sommer Biennale, Schweden
- 2007: Unfair '07, Ileana Tounta Gallery Athen
- 2007: keine Zeichnung, kein Zeichner, Kunstverein Rügen
- 2007: Particules libres – nouvelle, Cité Internationale des Arts Paris
- 2008: Wir nennen es Hamburg, Kunstverein Hamburg
- 2008: present perfekt / portraits, Galerie Martin Asbæk Projects Kopenhagen
- 2010: Nominierter Index, Kunsthaus Hamburg
- 2010: Da Hood II, Gängeviertel Hamburg
- 2013: Zeichnung pur, Galerie Hengevoss-Dürkop Hamburg
- 2014: Chill Out!, Galerie Hengevoss-Dürkop Hamburg
- 2014: Bremer Kunstfrühling, Gelände des ehemaligen Güterbahnhofs Bremen
- 2015: Erinnerung, Galerie Hengevoss-Dürkop Hamburg
- 2016: Hoehen Rausch, Galerie Eigen+Art Lab Berlin
- 2016: Literatur in den Häusern der Stadt, C15 Sammlung Lohmann Hamburg
- 2016: Nachbilder der Erinnerung, Frise Künstlerhaus Hamburg[12]
- 2017: La Cuisine Allmonde, Galerie du Tableau, Marseille
- 2017: Künstlerbücher für Alles, Weserburg Museum für moderne Kunst Bremen
- 2017: Eros, Galerie Hengevoss-Dürkop Hamburg
- 2017: Immer Ärger mit den Großeltern, Künstlerhaus Sootbörn und Kunsthaus Dresden
- 2018: Stuttgart Sichten, Deichtorhallen Hamburg
- 2019: Envisioning America, Galerie Hengevoss-Dürkop Hamburg
- 2019: Aufenthaltswahrscheinlichkeiten, Flag Studio Osaka
- 2019: The Bangkok Triennale International Print and Drawing 5, Bangkok
- 2020: Eye of Mobile, Onkaf Galerie Neu-Delhi

Ausstellungsansichten (Auswahl)
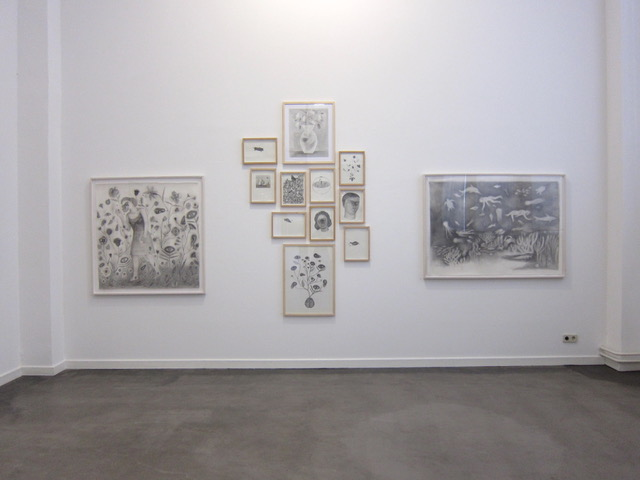
Zeichnung Pur Galerie Hengevoss-Dürkop (2013)
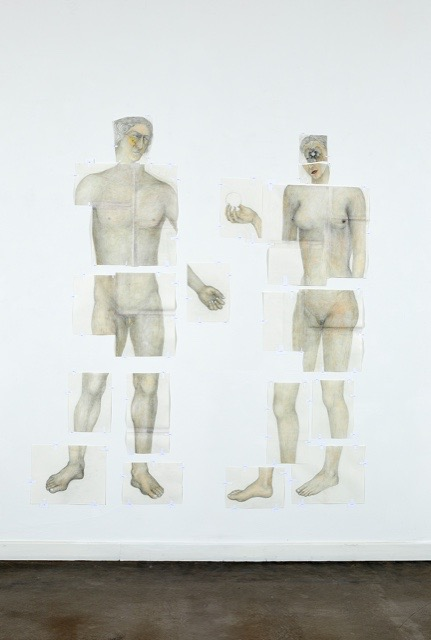
OVAR (Detail)
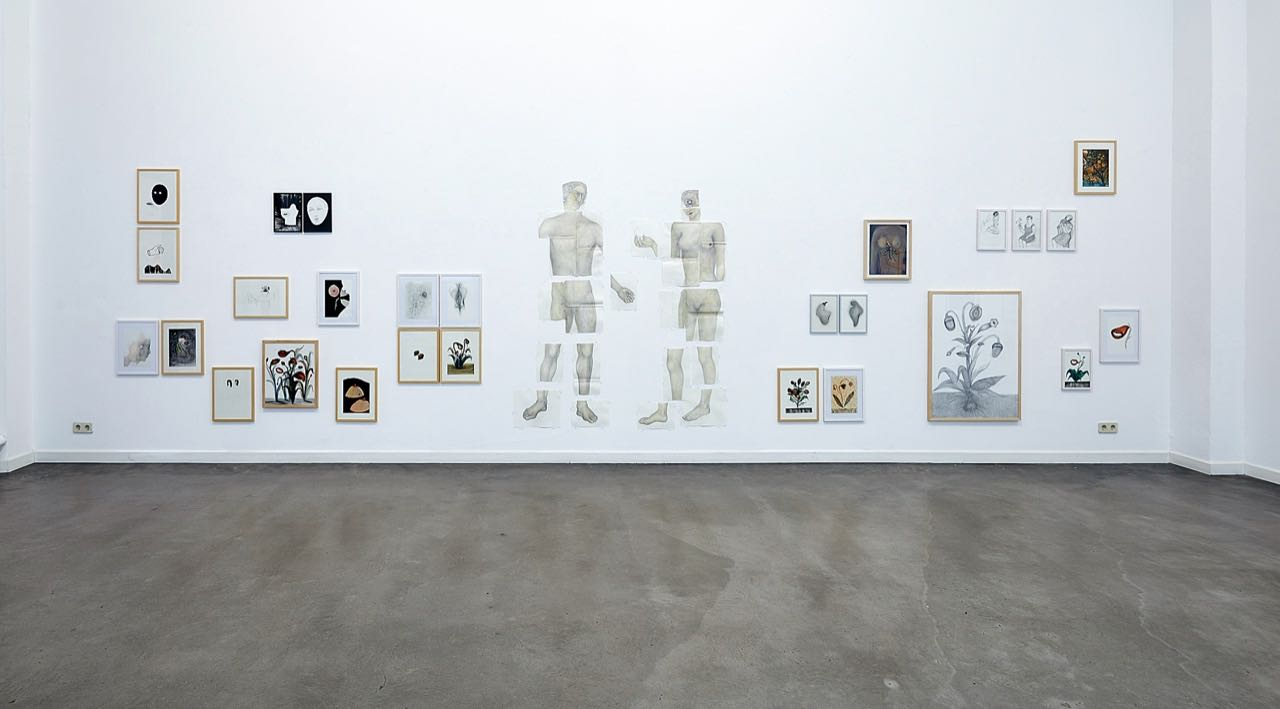
OVAR, Galerie Hengevoss-Dürkop (2020)

## Publikationen
- Buchstäbliche Zeichnung – Zeichnerische Buchstaben. Edition Zeichnung, Material 104. Materialverlag, Hamburg 1999, ISBN 978-3-932395-08-6.
- Kunstraum Heidorf (Hrsg.): Cook and People. Erinnerungen an eine Stadt. Strodehner Presse, Hamburg 2008, ISBN 978-3-940021-15-1.
- Augenarzt und Uhrmacher. Textem Verlag, Hamburg 2010, ISBN 978-3-941613-21-8.
- Lieber Geld. Textem Verlag, Hamburg 2014, ISBN 978-3-864850-74-5.
- Von Hamburg nach Wien und zurück: Tag.Buch.Zeichnung 1999 und 2000. Textem Verlag, Hamburg 2020, ISBN 978-3-864852-38-1.
- Bildbeiträge in: Insa Härtel (Hrsg.): Reibung und Reizung: Psychoanalyse, Kultur und deren Wissenschaft. Textem Verlag, Hamburg 2021, ISBN 978-3-864852-37-4.

## Weiterführende Literatur
- Andrea von Goetz (Hrsg.): Kunstresidenz Bad Gastein – Stipendiaten 2011. VGS Art, Hamburg 2011, ISBN 978-3-000360-83-1.
- Fritz W. Kramer: Unter Künstlern. Erkundungen im Lerchenfeld. Bemerkungen zu werdenden Künstlern. Reihe: Campo. Textem Verlag, Hamburg 2020, ISBN 978-3-86485-240-4.